# Grégory Vignal
Grégory Vignal (Montpellier, Francia, 19 de julio de 1981), futbolista francés. Juega de defensa y su actual equipo es el Birmingham City de la Premier League de Inglaterra. 

## Selección nacional
Ha sido internacional con la Selección de fútbol de Francia Sub-21.

## Clubes
| Club                 | País       | Año       |
| -------------------- | ---------- | --------- |
| Liverpool FC         | Inglaterra | 2000-2003 |
| SC Bastia            | Francia    | 2003      |
| Stade Rennes         | Francia    | 2003-2004 |
| RCD Espanyol         | España     | 2004      |
| Glasgow Rangers      | Escocia    | 2004-2005 |
| Portsmouth FC        | Inglaterra | 2005-2006 |
| RC Lens              | Francia    | 2006-2007 |
| 1. FC Kaiserslautern | Alemania   | 2007      |
| Southampton FC       | Inglaterra | 2007-2008 |
| RC Lens              | Francia    | 2008-2009 |
| Birmingham City      | Inglaterra | 2009-     |

## Palmarés

### Campeonatos nacionales
| Título                     | Club            | País       | Año  |
| -------------------------- | --------------- | ---------- | ---- |
| Copa FA                    | Liverpool FC    | Inglaterra | 2001 |
| Premier League de Escocia  | Glasgow Rangers | Escocia    | 2005 |
| Copa de la Liga de Escocia | Glasgow Rangers | Escocia    | 2005 |

### Copas internacionales
| Título              | Club         | País       | Año  |
| ------------------- | ------------ | ---------- | ---- |
| Copa UEFA           | Liverpool FC | Inglaterra | 2001 |
| Supercopa de Europa | Liverpool FC | Francia    | 2001 |

- Datos: Q582792
- Multimedia: Grégory Vignal / Q582792